# Cheiromyces stellatus
Cheiromyces stellatus är en svampart som beskrevs av Berk. & M.A. Curtis 1875. Cheiromyces stellatus ingår i släktet Cheiromyces, divisionen sporsäcksvampar och riket svampar.   Inga underarter finns listade i Catalogue of Life.